# Avril 1938

## Événements
- 1er avril : 
  - Mise sur le marché du café instantané « Nescafé » mis au point en 1937 par les chercheurs de l'entreprise Nestlé, en Suisse.
  - Pie XI désapprouve la prise de position des évêques autrichiens en faveur de l’Anschluss.
- 2 avril : défaite du parti nationaliste Wafd aux législatives en Égypte.
- 3 avril : victoire de Clemente Biondetti et Aldo Stefani lors des Mille Miglia sur une Alfa Romeo 8C 2900B Spider MM Touring.
- 5 avril, Espagne : le ministre socialiste Indalecio Prieto quitte le ministère de la défense sans avoir pu endiguer l'influence communiste et soviétique dans l'armée.
- 6 avril :
  - France : le gouvernement Blum obtient de la Chambre les pleins pouvoirs financiers.
  - Premier vol du chasseur américain Bell P-39 Airacobra.
- 8 avril : démission du président du Conseil Léon Blum (2) en raison du refus du Sénat de lui accorder les pleins pouvoirs financiers.
- 9 avril : Émeutes en Tunisie et dissolution le 12 du Néo-Destour de Habib Bourguiba.
- 10 avril : 
  - France : Édouard Daladier président du Conseil (3).
  - Un plébiscite légalise le rattachement de l'Autriche au Reich nazi avec 99,75 % des voix. Les opposants et les Juifs sont immédiatement traqués et internés.
  - Grand Prix de Pau.
- 12 avril, France : Édouard Daladier forme un nouveau gouvernement sans la participation de la SFIO.
- 14 avril : accords de Pâques[1]. La Grande-Bretagne s’engage à obtenir de la SDN l’annexion de l’Éthiopie par l’Italie en échange de la garantie des intérêts britanniques en Arabie saoudite et au Yémen.
- 15 avril, Espagne : les forces franquistes atteignent la Méditerranée et coupent l'Espagne républicaine en deux.
- 16 avril : devant les protestations contre l’Anschluss émanant même des dirigeants fascistes, Mussolini tente de se rapprocher des démocraties et signe avec la Grande-Bretagne les « Accords de Pâques ».
- 21 avril : 
  - Plan vert, mis au point par Wilhelm Keitel et Hitler, qui prévoit l’attaque de la Tchécoslovaquie.
  - Sortie du premier numéro du Journal de Spirou sur les rotatives des éditions Dupuis à Marcinelle dans la banlieue de Charleroi. En langue wallonne, un "spirou" est un garçon espiègle ou un écureuil.
- 30 avril, Espagne : programme en 13 points du gouvernement républicain de Juan Negrín.

## Naissances
- 6 avril : Chin Sian Thang, homme politique birman († 31 juillet 2021).
- 7 avril :
  - Freddie Hubbard, trompettiste de jazz américain († 29 décembre 2008).
  - Pete La Roca, batteur de jazz américain.
- 8 avril : 
  - Omba Pene Djunga, homme politique congolais († 26 août 2022).
  - John Hamm, premier ministre de la Nouvelle-Écosse.
  - Kofi Annan, secrétaire général des Nations unies, prix Nobel de Paix 2001.
- 18 avril : Hal Galper, pianiste de jazz américain.
- 20 avril : Johnny Tillotson, chanteur de rock américain et de musique country († 1er avril 2025).
- 25 avril : James Simons, mathématicien américain († 10 mai 2024).
- 26 avril : Duane Eddy, musicien américain († 30 avril 2024).
- 27 avril : Julie Daraîche, chanteuse québécoise de style country († 26 avril 2022).
- 29 avril : Bernard Madoff, escroc américain († 14 avril 2021).
- 30 avril : Larry Niven, auteur américain de science-fiction.

## Décès
- 7 avril : Suzanne Valadon, modèle et peintre française.
- 12 avril : Fédor Chaliapine, artiste lyrique russe (° 1873).
- 13 avril : Grey Owl, conservationniste canadien.
- 14 avril : Piotr Stachiewicz, peintre polonais (° 29 octobre 1858).
- 24 avril : John Wycliffe Lowes Forster, artiste.
- 26 avril : Edmund Husserl, philosophe, logicien et mathématicien allemand (° 8 avril 1859).